# Josef Adamík
Josef Adamík (29. června 1947 Křemačov – 3. července 2009 Pulčín) byl český hudební skladatel, pedagog a sbormistr.

## Život
V letech 1965–1969 studoval na brněnské konzervatoři klavír ve třídě Inessy Janíčkové a skladbu u Bohuslava Řehoře. V roce 1974 vystudoval kompozici na Janáčkově akademii múzických umění v Brně u Miloslava Ištvana, pak u Aloise Piňose a poté u Ctirada Kohoutka. Posléze vyučoval na hudební škole ve Valašských Kloboukách, kde působil také jako sbormistr. Po dokončení 3. symfonie přestal v roce 1986 kvůli silným zdravotním obtížím psychosomatického rázu komponovat. Tvůrčí odmlku přerušil nakrátko až koncem 90. let 20. století, kdy přišel s rozsáhlým cyklem pro klarinet a klavír Il ritorno (Návrat, 1998) a klavírní řadou Vzpomínky na lepší časy (1999). Josef Adamík zemřel vlastní rukou v Pulčíně. 

## Styl
Adamík patřil ke generaci autorů, kteří se již jako mladí setkali s projevy tzv. nové hudby, a kteří se ve svých dílech vyrovnávali jak s odeznívající aktuálností tzv. racionálních metod kompozice, tak s nástupem postmoderní plurality stylů. Vedle striktnějších matematických struktur a postupů tzv. nové hudby tak v Adamíkových kompozicích zaznívá významný podíl instinktivně komponovaných ploch, které s předešlými kombinuje např. montážní a kolážovou metodou (viz Miloslav Ištvan). Adamíkova řešení dané problematiky nesla silný emocionální apel a byla výrazná i autorským rukopisem. Adamík mimo jiného používal nestandardní nástroje (fanfrnoch v kompozici Tance labilní a nepravděpodobné), dětské pískací a frkací hračky v Dechovém kvintetu. I díky svým jasným občanským postojům si získal přátelství a úctu tehdejší mladé generace českých skladatelů, z nichž mnozí s Adamíkem dělali rozhovory, nahrávali jeho starší práce a vraceli jej do obecného povědomí i po jeho odmlce (CD Agon). 

## Skladby
- Paianus super Odam Pythicam pro varhany – 1970
- 1. symfonie – 1974
- Monolog pro basklarinet – 1975
- Stínování I pro flétnu dvoje housle a klavír – 1975
- Dechový kvintet – 1979
- Z tajemné laboratoře v Bílých Karpatech – 1979
- Nonet – 1981
- 2. symfonie – 1983 – polystylová kompozice odkazující na hudbu L. van Beethovena, B. Smetany anebo R. Strausse.
- Tance labilní a nepravděpodobné pro 10 hráčů – 1984
- 3. symfonie – 1986
- Il ritorno pro klarinet a klavír – 1998
- Vzpomínky z lepší časy pro sólový klavír – 1999